# Distretto di Vohemar
Il distretto di Vohemar è un distretto del Madagascar situato nella regione di Sava. Ha per capoluogo la città di Vohemar.
La popolazione del distretto è di 241 696 abitanti (censimento 2011).